# Hanns Ruckdäschel

Hanns Ruckdäschel

Hanns Ruckdäschel (* 21. April 1886 in Schwarzenbach an der Saale; † 3. Mai 1938 in Nürnberg) war ein deutscher Lehrer und völkisch-nationalsozialistischer Politiker.

## Leben
Nach dem Besuch der Volksschule in Wasserknoden (Bezirksamt Berneck in Oberfranken) und der Lehrerbildungsanstalt in Bayreuth (von 1899 bis 1904) war Ruckdäschel Hilfslehrer in Goldkronach, Haag, Tannfeld und Lützenreuth. Ab 1909 war er Lehrer, seit 1921 Hauptlehrer an der Volksschule in Nürnberg.
Im September 1914 meldete sich Ruckdäschel während des Ersten Weltkriegs als Freiwilliger bei der Reitenden Abteilung des 5. Feldartillerie-Regiments „König Alfons XIII. von Spanien“ zur Bayerischen Armee. Seit 1915 stand er an der Westfront im Feld, zuletzt beim Ersatz-Feldartillerie-Regiment als Vizewachtmeister. Während der Schlacht an der Somme wurde Ruckdäschel am 19. September 1916 schwer verwundet. Zudem kämpfte er vor Verdun und Ende September in Flandern. 1918 wurde er erneut verwundet. Ruckdäschel erhielt das Eiserne Kreuz II. Klasse und das Militär-Verdienstkreuz II. Klasse.
Von 1919 bis 1921 war er Vorstandsmitglied im Bund Deutscher Kriegsteilnehmer, Redakteur der Zeitschrift Der Kriegsteilnehmer, Vorsitzender des Zentralverbands deutscher Kriegsbeschädigter und Kriegshinterbliebener für den Gau Nordbayern und  Schriftführer des Bayerischen Beamtenbunds im Gau Nordbayern. Nach Kriegsende trat Ruckdäschel in die Deutsche Arbeiterpartei ein und war in der Arbeitsgemeinschaft der Vaterländischen Verbände in Nürnberg tätig.
Im Mai 1924 zog Ruckdäschel für den Wahlkreis 26 (Franken) in den Reichstag ein, wo er in der zweiten Wahlperiode bis Dezember die Nationalsozialistische Freiheitspartei vertrat. In Bayreuth wirkte er als Führer des nur 25 Mann starken Ablegers der Deutschvölkischen Freiheitspartei und wurde in dieser Eigenschaft von Julius Streicher terrorisiert. Auch ein von ihm geführter Ableger der Deutschvölkischen Freiheitsbewegung kam kaum über Nürnberg hinaus und hatte während seiner kurzen Existenz nur 60 bis 70 Mitglieder.